# Spermophagus
Spermophagus är ett släkte av skalbaggar som beskrevs av Carl Johan Schönherr 1833. Spermophagus ingår i familjen bladbaggar.
Släktet innehåller bara arten Spermophagus sericeus.